# Vượn mào đen phương Đông
Vượn đen Đông Bắc còn được biết đến là Vượn Cao Vít (danh pháp khoa học: Nomascus nasutus) là một loài vượn từng phân bố rộng rãi ở Trung Quốc và Việt Nam.
Vượn đen Đông Bắc từng được coi là đã tuyệt chủng trên lục địa từ những năm 1950 ở Trung Quốc và những năm 1960 ở Việt Nam. Năm 2002, chúng được tái phát hiện còn sinh sống ở một khu rừng nhỏ thuộc vùng núi đá vôi của huyện Trùng Khánh, tỉnh Cao Bằng, Việt Nam với số lượng 7 - 9 cá thể trong 3 đàn.
Diễn biến quần thể Vượn Cao Vít
Sau khi tái phát hiện Vượn Cao Vít với số lượng ban đầu là 7-9 cá thể, nhiều cuộc điều tra sau đó đã được tiến hành.
Tháng 5 năm 2002 ghi nhận được 3 đàn với 17 cá thể. Tháng 8 cùng năm đó, một cuộc điều tra khác đã ghi nhận 5 đàn với số lượng từ 26-28 cá thể. Năm 2004 ghi nhận được 37 cá thể trong 8 đàn. Năm 2005 ghi nhận được 6 đàn với 30-31 cá thể. Cũng trong năm đó, Vũ Ngọc Thành và cs., (2005) ghi nhận được 10 đàn với 27 cá thể. Tháng 4 năm 2007 ghi nhận 7-8 đàn với số lượng từ 22 - 30 cá thể. Tháng 9 cùng năm, Lê Trọng Đạt và cs., (2007) ghi nhận được 17 đàn từ 94 - 96 cá thể. Sau khi so sánh và kết hợp với số đàn và số cá thể vượn ở khu rừng giáp ranh phía Trung Quốc, quần thể toàn cầu của loài này là 18 đàn với 110 cá thể. Kể từ năm 2007,cứ bốn năm một lần, FFI Việt Nam tổ chức một cuộc điều tra lại tổng thể quần thể vượn Cao vít. Năm 2012, Nguyễn Thế Cường và cs.,(2012) ghi nhận được 24 đàn và 129 cá thể. Năm 2016, quần thể vượn được ghi nhận là 21 - 22 đàn với 104 - 116 cá thể.
Vượn Cao Vít chỉ có một quần thể duy nhất trên thế giới, sinh sống trong diện tích hẹp và bị cô lập bởi các làng bản xung quanh cả bên phía Việt Nam và Trung Quốc nên tính dễ bị tổn thương rất cao và có nguy cơ bị tuyệt chủng lớn nếu xảy ra hiện tượng thời tiết cực đoan như băng tuyết kéo dài, dịch bệnh hoặc tác động của con người như cháy rừng. Do đó, ý tưởng về xây dựng một kế hoạch ứng phó khẩn cấp cho loài trong trường hợp xảy ra thiên tai, dịch bệnh, cháy rừng hoặc các tác nhân khác được ra đời. Năm 2018, một cuộc điều tra lại quần thể vượn Cao vít ở cả 2 bên Việt Nam và Trung Quốc do tổ chức FFI điều phối và tài trợ được tiến hành để đánh giá ảnh hưởng của thời tiết cực đoan do băng tuyết gây ra vào cuối năm 2016 đầu năm 2017. Tuy nhiên báo cáo điều tra chỉ đưa ra kết quả điều tra mà không có phân tích về mối liên quan của các yếu tố thời tiết đến sự sinh trưởng và phát triển của quần thể vượn. Vì vậy, kế hoạch ứng phó khẩn cấp cho loài trong điều kiện bất lợi không được xây dựng. Kết quả điều tra quần thể năm 2018 cho thấy, kích thước quần thể vượn gồm 20 - 22 đàn và 1 - 2 cá thể đực đơn lẻ với 83 - 134 cá thể được ghi nhận.